# یوکینو اینامورا
یوکینو اینامورا (انگلیسی: Yukino Inamura؛ زادهٔ ۱۹ فوریهٔ ۲۰۰۳) بازیکن فوتبال است.